# 侧条弱棘鱼
黑帶軟棘魚（学名：Malacanthus latovittatus），又名側條弱棘魚，为條鰭魚綱刺尾鯛目弱棘魚科弱棘魚屬下的一个种。
分布于非洲东岸、印度尼西亚、北至琉球群岛、台湾以及南海诸岛海域等，體長可達45公分，生活在向海礁坡，屬肉食性，成對出現，可做為食用魚及觀賞魚。该物种的模式产地在印度洋和太平洋。

## 扩展阅读
維基物種上的相關：侧条弱棘鱼